# Chaetostomella stigmataspis
Chaetostomella stigmataspis es una especie de insecto del género Chaetostomella de la familia Tephritidae del orden Diptera.

## Historia
Wiedemann la describió científicamente por primera vez en el año 1830.